# Famy
Famy (Bayan ng Famy) är en kommun i Filippinerna. Kommunen ligger på ön Luzon, och tillhör provinsen Laguna. Folkmängden uppgår till 10 419 invånare.

## Barangayer
Famy delas in i 20 barangayer.
| - Asana (Pob.) - Bacong-Sigsigan - Bagong Pag-Asa (Pob.) - Balitoc - Banaba (Pob.) - Batuhan - Bulihan - Caballero (Pob.) - Calumpang (Pob.) - Kapatalan | - Cuebang Bato - Damayan (Pob.) - Kataypuanan - Liyang - Maate - Magdalo (Pob.) - Mayatba - Minayutan - Salangbato - Tunhac |